# Šinigami

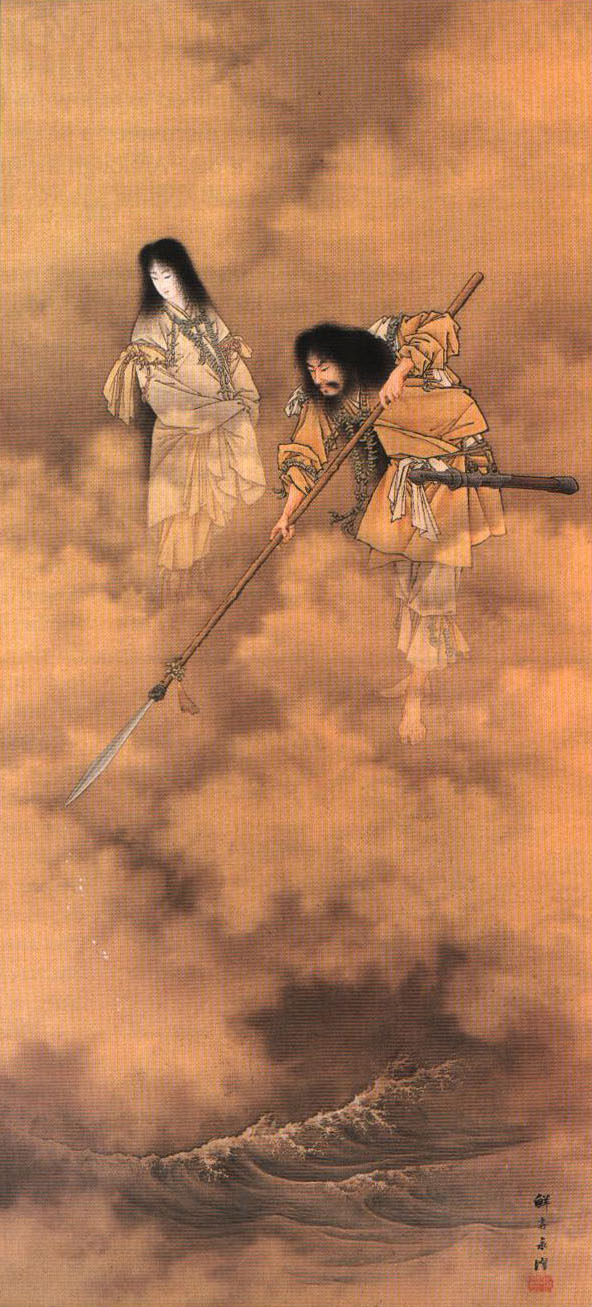
Eitaku Kobajaši, Izanagi a Izanami, cca 1885 - dvojice japonských stvořitelských božstev, z nichž bohyně Izanami se stala šinagami

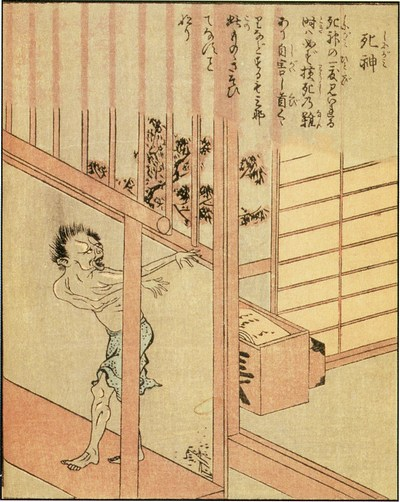
Šunsen Šinigami (Ehon Hjaku Monogatari)

Šinigami (japonsky: 死神, v překladu bůh smrti nebo „duch smrti“) je v japonské kultuře označení pro personifikaci smrti (v západní kultuře smrtka, zubatá a jiné).

## Šinigami vnáboženství
Používá se jako označení bohů, kteří mají co do činění se smrtí. Jejich úlohou je přivést do světa mrtvých duše, které jsou ještě svázané se světem živých. Přitom se musí brát na vědomí, že japonský výraz kami je potřeba chápat odlišně jako pojem Bůh užívaný v západní kultuře. Proto se pro šinigami hodí pojmenování Bůh smrti či Duch smrti. Šinigami se nechápe jako všemohoucí.

## Šinigami v kultuře

### Přímí šinigami
V japonské kultuře vystupují šinigami především jako postavy v anime a mangách. Objevují se v následujících dílech:
- Bleach
- Death Note
- Kurošicudži
- Jami no Macuei
- Fullmoon vo Sagašite
- It's a Wonderful World
- Šinigami no Ballad
- Ge Ge Ge no Kitaro a Kappa no Sanpei
- Murder Princess
- Omiši Magical Theater: Risky Safety
- Šin Megami Tensei
- Jú jú hakušo
- Princezna Mononoke
- Soul Eater
- Král šamanů
- Naruto

### Nepřímí šinigami
Termínem šinigami jsou také nazývány postavy se smrtí spojené, a to například v následujících dílech:
- Castlevania (videohry) - postava Akumajó Dracula
- Gundam - zde mají přezdívku šinigami nejméně tři postavy: Kyral Mekirel (G Gundam), Duo Maxwell (Gundam Wing), Terry Sanders Jr. (Mobile Suit Gundam: The 8th MS Team)
- Hellsing (manga) - postava Walter Dornez
- Zombie Powder (manga) - postava Gamma Akutabi, přezdívaný černě vyzbrojený šinigami (díky černému brnění, které má transplantované na jedné ruce)